# Andraegoidus
Andraegoidus es un género de escarabajos longicornios.

## Especies
- Andraegoidus cruentatus (Dupont, 1838)
- Andraegoidus distinguendus Huedepohl, 1985
- Andraegoidus fabricii (Dupont, 1838)
- Andraegoidus homoplatus (Dupont, 1838)
- Andraegoidus lacordairei (Dupont, 1838)
- Andraegoidus laticollis Tippmann, 1953
- Andraegoidus richteri (Bruch, 1908)
- Andraegoidus rufipes (Fabricius, 1787)
- Andraegoidus translucidus Botero & Monne, 2011
- Andraegoidus variegatus (Perty, 1832)